# Sumilina

Sumilina (Шуміліна oroszul Sumilino - Шумилино) városi jellegű település Fehéroroszországban, a Vicebszki terület Sumilinai járásának székhelye. Vicebszktől 45 km-re északnyugatra, Polacktól 60 km-re délkeletre fekszik. 2005-ben 7,5 ezer lakosa volt.

## Történelem
Sumilina csupán rövid múltra tekinthet vissza, a 19. században még kis falu volt, 1866-ban 13 épülete és 38 lakosa volt. Gyors növekedése 1886-ban kezdődött meg, amikor elérte a vasútvonal. 1924-ben a Szirotyinói járás székhelye lett (Sztanyica Szirotyino néven). 1938-ban városi jellegű településsé nyilvánították. A német megszállás 1941. július 10. – 1944. június 23. között tartott. 

A dicsőségtábla a járási hivatal épülete előtt

## Gazdaság
Sumilinában lenfeldolgozó üzem és a vicebszki tejkombinát kihelyezett részlege, valamint erdőgazdaság és téglagyár is működik. Közelében jelentős tőzegkitermelés folyik.
A településen keresztülhalad a Vicebszk-Polack közötti P20-as országút és a Riga-Orjol vasútvonal.

## Nevezetességek
A település jelentősebb épületei: a járási hivatal (előtte áll Lenin szobra) és a járási könyvtár épülete, valamint az 1990-es években épült Fatimai Istenanya-templom.

## Külső hivatkozások
- Nevezetességek (oroszul)
- Információk (oroszul)